# Varde-Nørre Nebel Jernbane

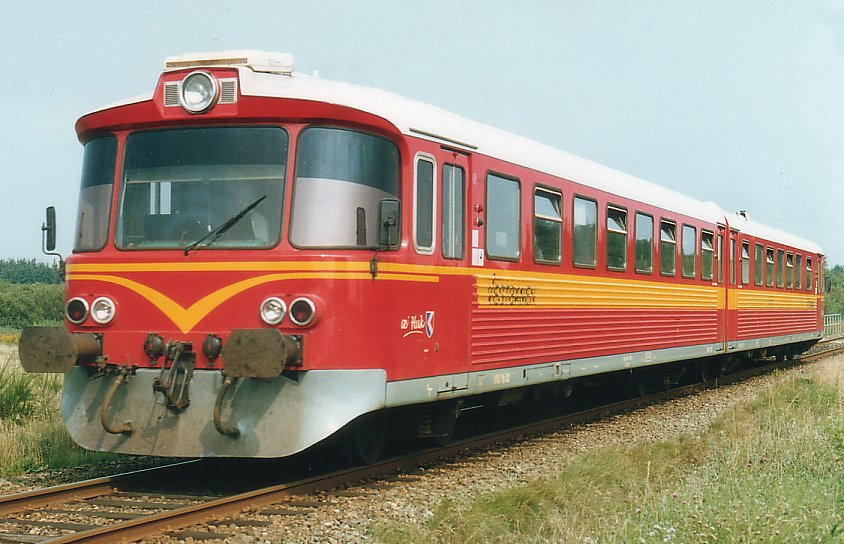
Een VNJ Lynette nabij Jegum tussen Nørre Nebel en Varde.

Varde-Nørre Nebel Jernbane (VNJ) of Vestbanen, genoemd naar de geëxploiteerde spoorlijnen Vestbanen, is een private spoorwegmaatschappij in het westen van Jutland in Denemarken. Van 1919 tot 1940 heette de maatschappij Varde-Nørre Nebel-Tarm Jernbane (VNTJ) nadat de maatschappij was samengegaan met de Nørre Nebel-Tarm Jernbane (NTJ).

## Geschiedenis
Varde-Nørre Nebel Jernbane (VNJ) is opgericht in 1903 en exploiteerde de spoorlijn tussen Varde en Nørre Nebel. In 1913 werd de Nørre Nebel-Tarm Jernbane (NTJ) opgericht, welke de spoorlijn tussen Nørre Nebel en Tarm exploiteerde. In 1919 gingen beide maatschappijen samen verder onder de naam Varde-Nørre Nebel-Tarm Jernbane (VNTJ). Nadat in 1940 het traject tussen Nørre Nebel en Tarm werd gesloten, werd de naam van de maatschappij weer terug gewijzigd in Varde-Nørre Nebel Jernbane (VNJ).
In 1940 werd de lijn van Varde naar Nørre Nebel doorgetrokken naar Nymindegab. In 1954 werd het reizigersvervoer tussen Nørre Nebel en Nymindegab gestaakt.
Sinds 2002 wordt de exploitatie en onderhoud van het materieel en de infrastructuur door Arriva Danmark uitgevoerd.

## Exploitatie
In Varde sluit de lijn aan op de spoorlijn van Esbjerg naar Skjern. In Oksbøl is aansluiting op de bus van en naar Blåvand en Esbjerg. Met uitzondering van Varde Vestbanegård en Oksbøl wordt op alle tussenhaltes slechts op verzoek gestopt. Instappende reizigers dienen op de halte op een knop te drukken waardoor er een lamp gaat branden. Uitstappende reizigers dienen in de trein op een knop te drukken. Op doordeweekse dagen wordt 's ochtends vroeg en 's middags een uurdienst geboden, daarbuiten en in het weekeinde een tweeuursdienst.

## Materieel
Overzicht materieel op de Deense side. VNJ beschikt over een drietal Lynette dieseltreinstellen, getooid in het rood met gele biezen. Twee treinstellen zijn in 1983 nieuw aangeschaft, een derde werd in 1998 overgenomen van Lollandsbanen.
Op 30 juni 2012 reed bij de Varde-Nørre Nebel Jernbane (VNJ) tussen Varde en Nobel de laatste Lynette treinstel. Deze werd vervangen door treinstellen van het type LINT.